# Zimno-Kolonia
Zimno-Kolonia – wieś w Polsce położona w województwie lubelskim, w powiecie tomaszowskim, w gminie Łaszczów.
W latach 1975–1998 miejscowość administracyjnie należała do województwa zamojskiego.
Wieś wchodzi w skład sołectwa w Zimno. Według Narodowego Spisu Powszechnego z roku 2011 wieś liczyła 44 mieszkańców.